# Rogers Albritton
Rogers Albritton, född 15 augusti 1923, död 21 maj 2002, var en amerikansk filosof från Columbus, Ohio, USA. Han blev filosofie doktor vid Princeton University 1955, och var senare professor vid Harvard University och University of California, Los Angeles.